# Afroedura tirasensis
Espèce
Synonymes
- Afroedura africana tirasensis Haacke, 1965

Afroedura tirasensis est une espèce de geckos de la famille des Gekkonidae.

## Répartition
Cette espèce est endémique du Karas en Namibie.

## Étymologie
Son nom d'espèce, composé de tiras et du suffixe latin -ensis, « qui vit dans, qui habite », lui a été donné en référence au lieu de sa découverte, Farm Tiras.

## Publication originale
- Haacke, 1965 : Additional notes on the herpetology of South West Africa with descriptions of two new subspecies of geckos. Cimbebasia, no 11, p. 1-39.